# Conguaco
Conguaco – niewielka miejscowość w południowo-wschodniej Gwatemali, w departamencie Jutiapa, około 40 km na południowy zachód od stolicy departamentu, miasta Jutiapa, oraz około 20 km od granicy z Salwadorem. Miasto leży w szerokiej dolinie w górach Sierra Madre de Chiapas, na wysokości 1084 m n.p.m. Według danych szacunkowych w 2012 roku liczba ludności miasta wyniosła 5 915 mieszkańców. 

## Gmina Conguaco
Jest siedzibą władz gminy o tej samej nazwie, która w 2012 roku liczyła 19 327 mieszkańców.  Gmina jak na warunki Gwatemali jest mała, a jej powierzchnia obejmuje tylko 128 km². Nazwa miejscowości i gminy pochodzi od słowa Guaco (huaco), będącego wspólną nazwą dla leczniczych pnącz z rodziny winoroślowatych powszechnie występujących w tym rejonie.